# الوكالة الاتحادية للعمل
الوكالة الاتحادية للعمل (بالألمانية: Bundesagentur für Arbeit) وسُميت سابقًا المؤسسة الاتحادية للعمل، وتسمى في اللغة العامة مكتب العمل أو وكالة العمل، هي وكالة اتحادية ألمانية تقدم خدمات لسوق العمل، حيث تقوم بمهام وكالة توظيف ودعم الأعمال، ومن مسؤوليتها تنظيم تأمين إعانات البطالة. الوكالة الاتحادية لها إدارة ذاتية وتتبع الوزارة الاتحادية للعمل والشؤون الاجتماعية، ويقع مقر الوكالة في نورنبرج. وفي بعض المجالات يعطى الحق للوزارة في إصدار مراسيم متعلقة بالوكالة والإشراف عليها تقنيًّا، مثلًا فيما يتعلق بإحصائيات البطالة وتوظيف الأجانب.
تقوم الوكالة الاتحادية على خدمات ما يسمى بصندوق الأسرة وهي منفذ أموال إعانات الطفولة.
الوكالة الاتحادية للعمل يعمل بها 96,100 موظف (حتى 2018)، من بينهم 3,900 من صغار الموظفين، وهي بذلك من أكبر الهيئات الحكومية في ألمانيا ومن أكبر مانحي العمل في البلد.
تسمى المنشآت الخدمية للوكالة الاتحادية للعمل على الصعيد الإقليمي باسم المديريات الإقليمية، وعلى المستوى المحلي تحمل هذه المنشآت اسم وكالات العمل.